# Żółwino (jezioro)
Żółwino – jezioro  w Bruździe Zbąszyńskiej, w powiecie międzyrzeckim, w gminie Międzyrzecz.

## Charakterystyka
Jezioro od zachodu przylega do terenów zalesionych, natomiast od wschodu graniczy z miejscowością Kuligowo. Wody jeziora są zagospodarowane przez Gospodarstwo Rybackie Międzyrzecz i udostępnione wędkarzom na zasadach obowiązujących w PZW.

## Hydronimia
Do 1945 roku jezioro było nazywane Solbener See. 17 września 1949 roku wprowadzono nazwę Żółwino. Obecnie państwowy rejestr nazw geograficznych jako nazwę główną jeziora podaje Żółwino, jednocześnie wymienia nazwy oboczne: Żółwin oraz Jezioro Żółwińskie.